# Право і справедливість

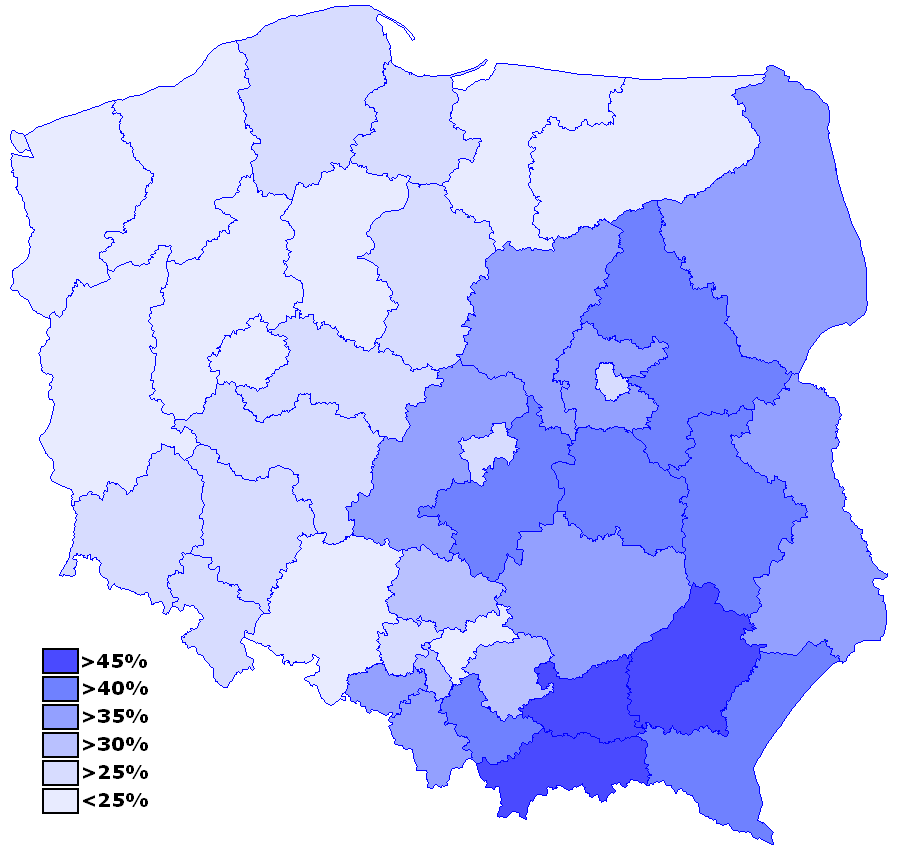
Результати партії «Право і справедливість» на парламентських виборах 2007 року

«Право і справедливість», також «Закон і справедливість» (ПіС, пол. Prawo i Sprawiedliwość) — польська політична партія, заснована Лехом Качинським 13 червня 2001 року в той час, коли він був міністром юстиції. «Право і справедливість» є консервативною, клерикальною партією. На сьогодні лідером цієї партії є Ярослав Качинський. У польському сенаті налічується 37 % депутатів (37 осіб), а у Європарламенті 28 % (14 осіб). Партія входить до Альянсу європейських консерваторів та реформістів.
Голова об'єднання українців «Закерзоння» Володимир Середа вважає партію клерикальною і по суті антиукраїнською.

## Президентські вибори

Результати першого туру президентських виборів 2010 року

19 березня 2005 року Лех Качинський першим оголосив своє бажання брати участь у президентських виборах як кандидат від партії «Право і справедливість». Його виборчий штаб було офіційно зареєстровано Центральною виборчою комісією 23 червня 2005 року. У першому турі виборів за Леха Качинського проголосувало 4 947 927, що склало 33,10 %. Це дозволило йому посісти друге місце у першому турі виборів. 23 жовтня 2005 року Лех Качинський виграв другий тур виборів і став президентом Республіки Польща.
Через катастрофу літака ТУ-154 у Смоленську 23 червня 2010 року у Польщі відбулися позачергові президентські вибори. Кандидатом на пост президента від партії Право і Справедливість виступив брат загиблого президента Ярослав Качинський. У першому турі виборів Качинський посів 2 місце з-поміж 10 кандидатів з результатом 36,46 % (6 128 255 голосів). У другому турі він програв Броніславу Коморовському набравши 46,99 % (7 919 134). Як і його брат, він мав найбільшу підтримку на сході, півдні та у центрі.
Члени партії — депутати Сейму — ініціювали та проголосували 22 липня 2016 (підтримали 432 депутати сейму з 460) за те, щоб визнати події, пов'язані з Волинською трагедією, «геноцидом», а 11 липня вважатимуть «Національним днем пам'яті жертв геноциду, здійсненого українськими націоналістами проти поляків».

## Результати виборів

### Сейм
| Рік  | К-сть голосів | % голосів | Місце | Місць у Парламенті | Зміна   | Уряд      |
| ---- | ------------- | --------- | ----- | ------------------ | ------- | --------- |
| 2001 | 1,236,787     | 9.50%     | №4    | 44                 | ------- | Опозиція  |
| 2005 | 3,185,714     | 27.00%    | №1    | 155                | +111    | Коаліція  |
| 2007 | 5,183,477     | 32.10%    | №2    | 166                | +11     | Опозиція  |
| 2011 | 4,295,016     | 29.90%    | №2    | 157                | -9      | Опозиція  |
| 2015 | 5,711,687     | 37.60%    | №1    | 235                | +78     | Більшість |
| 2019 | 8,051,935     | 43,59%    | №1    | 235                | ------- | Більшість |

### Сенат
| Рік  | Місць | Зміна   | Уряд |
| ---- | ----- | ------- | ---- |
| 2001 | 0     | ------- | ні   |
| 2005 | 49    | +49     | так  |
| 2007 | 39    | -10     | ні   |
| 2011 | 31    | -8      | ні   |
| 2015 | 61    | +30     | так  |
| 2019 | 48    | -13     | так  |
| 2023 | 34    | -14     | ні   |

### Президент
| Рік  | Кандидат           | К-сть голосів 1 тур | % голосів 1 тур | К-сть голосів 2 тур | % голосів 2 тур | Результат |
| ---- | ------------------ | ------------------- | --------------- | ------------------- | --------------- | --------- |
| 2005 | Лех Качинський     | 4,947,927           | 33.1 (#2)       | 8,257,468           | 54.0 (#1)       | Перемога  |
| 2010 | Ярослав Качинський | 6,128,255           | 36.5 (#2)       | 7,919,134           | 47.0 (#2)       | Поразка   |
| 2015 | Анджей Дуда        | 5,179,092           | 34.8 (#1)       | 8,719,281           | 51.5 (#1)       | Перемога  |
| 2020 | Анджей Дуда        | 8,450,513           | 43,5 (#1)       | 10,433,576          | 51,08 (#1)      | Перемога  |
| 2025 | Кароль Навроцький  | 5,790,804           | 29,54 (#2)      | 10,606,877          | 50.89 (#1)      | Перемога  |